# Le Louverot
Le Louverot – miejscowość i gmina we Francji, w regionie Burgundia-Franche-Comté, w departamencie Jura.
Według danych na rok 1990 gminę zamieszkiwało 256 osób, a gęstość zaludnienia wynosiła 147 osób/km² (wśród 1786 gmin Franche-Comté Le Louverot plasuje się na 492. miejscu pod względem liczby ludności, natomiast pod względem powierzchni na miejscu 1038.).